# Eriocaulon submersum
Eriocaulon submersum är en gräsväxtart som beskrevs av Friedrich Welwitsch och Alfred Barton Rendle. Eriocaulon submersum ingår i släktet Eriocaulon och familjen Eriocaulaceae.
Artens utbredningsområde är Angola. Inga underarter finns listade i Catalogue of Life.